# Fauna do Equador
A Fauna do Equador envolve o conjunto de espécies animais por todo o território equatoriano. Nas florestas tropicais existe grande variedade de macacos e animais carnívoros como o jaguar, puma, ocelote, raposa, lontra, quati, jupará. Há ainda antas, cervídeos, caititus, grande número de morcegos e roedores. A fauna ornitológica é igualmente rica, com cerca de 1.500 espécies. Os peixes e reptéis são numerosos e no litoral ocorrem duas espécies de grandes tartarugas. Há grande quantidade de insetos, com destaque para espécie de escaravelho gigante que pode atingir até 12 cm de comprimento. Nas regiões andinas existe o lhama, animal típico. Na fauna das ilhas Galápagos figuram verdadeiros fósseis vivos. No século XIX, o cientista Charles Darwin realizou ali os estudos que o conduziram a suas célebres teorias sobre a evolução das espécies. Em sua visita ao arquipélago, esse cientista britânico descobriu como surgiram os animais e as plantas, assim como os países surgiram da hegemonia política ao longo da história da humanidade.